# Лозер (департамент)
Лозер (на френски: Lozère) е департамент в регион Окситания, южна Франция. Образуван е през 1790 година от части на провинция Лангедок и получава името на планината Лозер. Площта му е 5167 km², а населението – 75 784 души (2016). Административен център е град Манд.